# My One and Only Love
My One and Only Love ist ein Popsong von Guy Wood (Musik) mit dem Text von Robert Mellin. Der Song wurde 1952 verlegt und 1953 von Frank Sinatra für die Plattenfirma Capitol Records aufgenommen. Ein jazzgeschichtlicher Meilenstein wurde die Aufnahme von John Coltrane und Johnny Hartman aus dem Jahr 1962.

## Musik und Text
Der Song ist ein Liebeslied und weist die Liedform AABA auf. Die Komposition steht in C-Dur und das aufsteigende, zum Teil pentatonische Anfangsmotiv (g,a,c,d,e,h,g,a,d,h) ist charakteristisch für das Thema.
In der Bridge (B-Teil) moduliert der Song zu e-Moll.

## Wichtige Aufnahmen (Auswahl)
- Frank Sinatra: My One and Only Love (1953)
- Art Tatum & Ben Webster: The Album (1957)
- Coleman Hawkins: The High and Mighty Hawk (1958)
- Horace Silver: The Stylings of Silver (1957)
- Doris Day und André Previn: Duet Album (1962)
- John Coltrane/Johnny Hartman: John Coltrane and Johnny Hartman (1962)
- Chick Corea: Now He Sings, Now He Sobs (1968)
- Chet Baker: Chet Baker Sings and Plays from the Film „Let's Get Lost“ (1987)
- Michael Brecker: Michael Brecker (1987)
- George Benson: Guitar Man (2012)
- Bob Dylan: Triplicate (2017)